# Stanisław Fedyk
Stanisław Andrzej Fedyk (ur. 1941, zm. 22 stycznia 2023) – polski biolog, prof. dr hab.

## Życiorys
30 września 1996 habilitował się na podstawie pracy zatytułowanej Geograficzne zróżnicowanie chromosomów i strefy hybrydyzacji międzyrasowej Sorex araneus L. w północno-wschodniej Polsce. 29 sierpnia 2005 uzyskał tytuł profesora nauk biologicznych. Został zatrudniony na stanowisku profesora zwyczajnego w Instytucie Biologii na Wydziale Biologicznym i Chemicznym Uniwersytetu w Białymstoku.

## Odznaczenia
- Srebrny Krzyż Zasługi (2011)[4]